# Evgenij Medvedev
Evgenij Vladimirovič Medvedev (in russo Евге́ний Влади́мирович Медве́дев?; Čeljabinsk, 27 agosto 1982) è un hockeista su ghiaccio russo.

## Palmarès

### Mondiali
- 3 medaglie:
  - 2 ori (Finlandia/Svezia 2012; Bielorussia 2014)
  - 1 argento (Repubblica Ceca 2015)